# ST3GAL6
ST3GAL6 (англ. ST3 beta-galactoside alpha-2,3-sialyltransferase 6) – білок, який кодується однойменним геном, розташованим у людей на 3-й хромосомі. Довжина поліпептидного ланцюга білка становить 331 амінокислот, а молекулярна маса — 38 214.
| 10         |  | 20         |  | 30         |  | 40         |  | 50         |
| ---------- |  | ---------- |  | ---------- |  | ---------- |  | ---------- |
| MRGYLVAIFL |  | SAVFLYYVLH |  | CILWGTNVYW |  | VAPVEMKRRN |  | KIQPCLSKPA |
| FASLLRFHQF |  | HPFLCAADFR |  | KIASLYGSDK |  | FDLPYGMRTS |  | AEYFRLALSK |
| LQSCDLFDEF |  | DNIPCKKCVV |  | VGNGGVLKNK |  | TLGEKIDSYD |  | VIIRMNNGPV |
| LGHEEEVGRR |  | TTFRLFYPES |  | VFSDPIHNDP |  | NTTVILTAFK |  | PHDLRWLLEL |
| LMGDKINTNG |  | FWKKPALNLI |  | YKPYQIRILD |  | PFIIRTAAYE |  | LLHFPKVFPK |
| NQKPKHPTTG |  | IIAITLAFYI |  | CHEVHLAGFK |  | YNFSDLKSPL |  | HYYGNATMSL |
| MNKNAYHNVT |  | AEQLFLKDII |  | EKNLVINLTQ |  | D          |  |            |

A: Аланін

C: Цистеїн

D: Аспарагінова кислота

E: Глутамінова кислота

F: Фенілаланін

G: Гліцин

H: Гістидин

I: Ізолейцин

K: Лізин

L: Лейцин

M: Метіонін

N: Аспарагін

P: Пролін

Q: Глутамін

R: Аргінін

S: Серин

T: Треонін

V: Валін

W: Триптофан

Кодований геном білок за функціями належить до трансфераз, глікозилтрансфераз. 
Задіяний у такому біологічному процесі, як альтернативний сплайсинг. 
Локалізований у мембрані, апараті гольджі.